# Robert Jackson (dyplomata)
Robert Jackson – brytyjski dyplomata, żyjący w XVIII wieku.
W 1696 i od 1703 do 1710 był brytyjskim Chargé d’affaires w Sztokholmie i sekretarzem legacji, a latach 1710-1717 rezydentem. W sumie spędził w Szwecji ok. trzydziestu lat. Szwecję i Wielka Brytanię łączyły dobre stosunki, aż do momentu gdy na tronie brytyjskim zasiadł Jerzy I Hanowerski, jednak za czasów wybuchu jego konfliktu ze Szwedami (ok. 1717 r.) Jackson kończył już swoją misję. W latach 1719–1729 był ponownie rezydentem w Szwecji.
Od 1731 był strażnikiem pieczęci (Lord Privy Seal).